# Castillo de Bueña
El castillo de Bueña es un castillo del siglo XII situado en la localidad turolense de Bueña (España). Se encuentra en lo alto de una colina situada en un extremo de la localidad, desde donde se domina el valle del río Jiloca, y tiene comunicación visual con la localidad de Peracense.
Se trata de un recinto fortificado de unos 20 por 15 metros de lado en la vertiente rocosa del monte que domina la localidad. Actualmente solo queda un muro de mampostería que forma esquina con otro en una altura inferior. En la parte superior se eleva la torre del homenaje de mampostería con sillares en las equinas, de planta rectangular de 6 por 8 metros de lado y 10 de altura, cuyo tejado es de una época posterior a su construcción, y con puerta de arco de medio punto. Esta construcción fue usada en el pasado como palomar.
Fue atacado en 1363, durante la Guerra de los Dos Pedros, cuando el alcaide Martínez de Gombalde se negó a entregar el castillo a las tropas castellanas. En 1369 volvió a ser atacada por Castilla tras la ruptura de relaciones entre Pedro IV de Aragón y Enrique II de Castilla, anteriormente aliados.
Fue declarado Bien de Interés Cultural del Patrimonio Cultural Aragonés, según la disposición adicional segunda de la Ley 3/1999, de 10 de marzo. La publicación del listado de bienes fue realizada el 22 de mayo de 2006.